# أرتيميسا (مقاطعة)
مقاطعة أرتيميسا (بالإسبانية: Artemisa)‏ هي إحدى المقاطعتين الجديدتين في كوبا تم إنشائها من قبل الجمعية الوطنية الكوبية في (1 أغسطس 2010م) بعد تقسيم مقاطعة هافانا.
وكانت مدينة أرتيميسا من أكبر المدن والبلديات في مقاطعة هافانا قبل تقسيمها لتكون ضمن مقاطعة أرتيميسا الجديدة. وبسبب هذا التقسيم الجديد تشكلت البلديات الجديدة لهذه المحافظة وهي 8 بلديات من مقاطعة هافانا و 3 بلديات من مقاطعة بينار دل ريو. ولدى مقاطعة أرتيميسا مدينة بإسمها تدعى أرتيميسا وهي أكبر مدنها حيث أنها أكبر من مدينة هافانا ومايا بيكيه وقد وصل عدد سكانها إلى 44.000 نسمة وتعد أكثر المدن كثافة بالسكان بعد مدينتي هافانا وسانتياغو دي كوبا.

## بلديات المقاطعة
.
| البلديات                 | كم²      | التعداد السكاني |
| ------------------------ | -------- | --------------- |
| ماريل                    | 270.85   | 44,786          |
| غواناخاي                 | 110.26   | 28,750          |
| كايميتو                  | 239.4    | 39,304          |
| باوتا                    | 155.13   | 48,024          |
| سان انطونيو دي لوس بانوس | 126.37   | 49,942          |
| غويرا دي ميلينا          | 199.22   | 39,821          |
| ألغيزار                  | 194.36   | 32,501          |
| أرتيميسا                 | 688.7    | 82,917          |
| باهيا هوندا              | 784.14   | 45,124          |
| كانديلاريا               | 301.42   | 20,283          |
| سان كريستوبال            | 934.4    | 70,940          |
| المجموع                  | 4,004.27 | 502,392         |

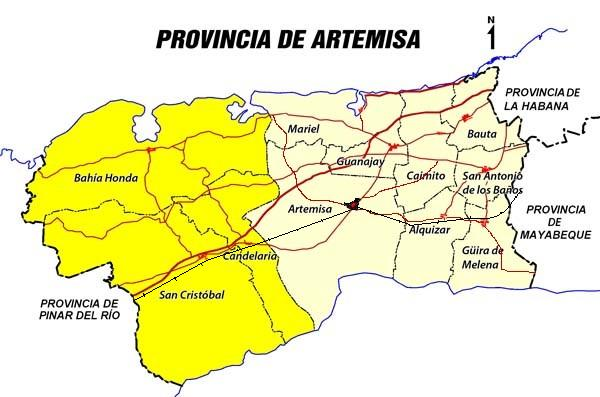
خريطة لمقاطعة أرتيميسا ويُظهر اللون الأصفر البلديات السابقة لمقاطعة بينار دل ريو

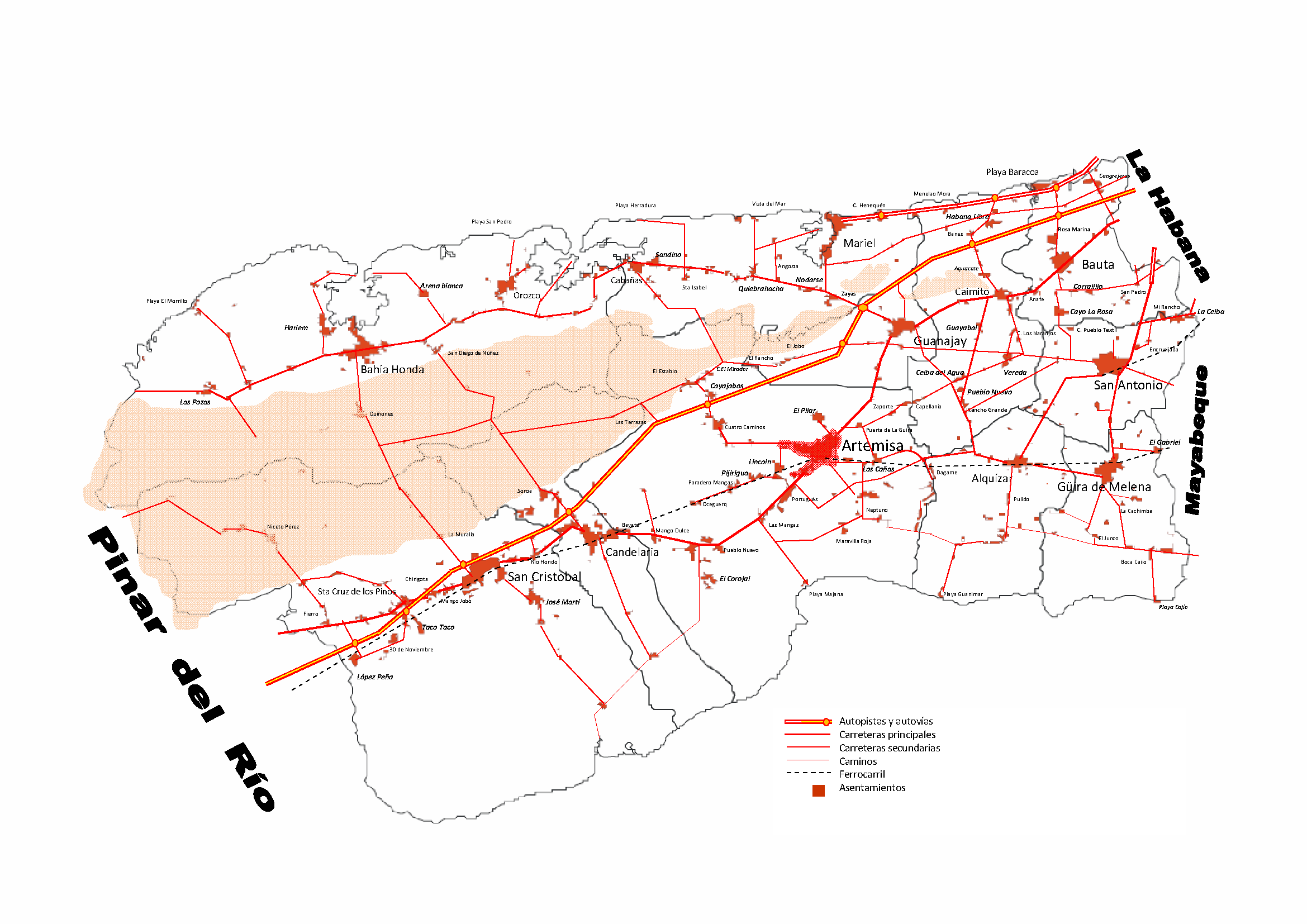
خريطة الطريق لمقاطعة أرتيميسا

المصدر: أحصائية السكان في عام 2010م 